# Wirtschaften
Unter Wirtschaften, der menschlichen wirtschaftlichen Aktivität, verstehen die Wirtschaftswissenschaften die planmäßige und effiziente Entscheidung über knappe Ressourcen zwecks bestmöglicher Bedürfnisbefriedigung. Es ist ein wesentlicher Grundbegriff bzw. Ausgangspunkt verschiedener wirtschaftswissenschaftlicher Fachbereiche, insbesondere der Mikroökonomie und der Betriebswirtschaftslehre.

## Ursachen und Voraussetzungen des Wirtschaftens
Das Wirtschaften ist zunächst sehr eng verbunden mit den Bedürfnissen der Menschen und den Ressourcen zu deren Befriedigung – man spricht auch von einem Spannungsverhältnis. Abweichend von anderen Wissenschaftszweigen wie der Humanwissenschaft geht die Wirtschaftswissenschaft davon aus, dass
1. menschliche Bedürfnisse unendlich und
2. die zur Bedürfnisbefriedigung zur Verfügung stehenden Mittel begrenzt sind.[1]

Diese Annahmen werden in Lehrbüchern zu Beginn oft axiomatisch, ohne eine kritische Auseinandersetzung übernommen. 
Dass das Wirtschaften dem Menschen inhärent ist, wird unter anderem als „systemunabhängiger Tatbestand“ betrachtet. 
Die Bedeutung des Wirtschaftens findet seine stärkste Unterstreichung in der Beschreibung, es sei der „Ausdruck des unbedingten Lebensbedürfnisses und des Lebenswillens“.
Es finden sich Vergleiche zum Schlaraffenland, in dem eine wirtschaftliche Betrachtung bzw. das Wirtschaften und Haushalten unnötig würde. 
Da unsere Welt aber von Knappheit geprägt sei, stelle sich das Problem des Haushaltens.

## Zusammenhänge
Als grundsätzlicher Maßstab wirtschaftlichen Handelns soll das Rationalprinzip dienen. Es ist etwas weiter gefasst und beinhaltet etwa: Der Mensch will sein Ziel mit einem möglichst geringen Einsatz erreichen.
Davon abgeleitet, aber auch oft Synonym betrachtet, ist das ökonomische Prinzip – das Wirtschaftlichkeitsprinzip. Es wird beim Wirtschaften eine Rationalität des menschlichen Handelns und eine Zielgerichtetheit vorausgesetzt. Spätere Überlegungen etwa zur begrenzten Rationalität werden selten bis zum Wirtschaften zurückverfolgt. Im Kontext des wirtschaftlichen Handelns als Entscheidungshandeln und Abwägen zwischen Alternativen steht es nahe dem Konzept der Opportunitätskosten (entgangener Nutzen, der durch eine nicht gewählte Alternative entsteht).
Das klassische Wirtschaften beschreibt das maßgebliche Verhalten des Homo oeconomicus (Nutzenmaximierers), ein theoretisches Modell zur Abstraktion und Erklärung elementarer wirtschaftlicher Zusammenhänge. 
Geht man davon aus, dass alle Menschen dem Prinzip des Wirtschaftens folgen und dass die Menschen sich in Gruppen organisieren oder zu Gemeinschaft zusammenschließen, findet man die Gesamtheit aller Einrichtungen und Handlungen, die der planvollen Deckung des menschlichen Bedarfs dienen, wieder – die Wirtschaft.

## Kritische Würdigung
Eine kritische Auseinandersetzung mit dem Wirtschaften als Verhaltensdeterminante findet innerhalb der Mainstream-Ökonomie selten statt. Es entstehen aber mehr interdisziplinäre Zugänge, die versuchen, Anthropologie oder Soziologie (Schenkökonomie), Psychologie (Kognitive Verzerrung, Bedürfnis, Motivation: Verhaltensökonomie) oder philosophische Überlegungen zum spezifischen Menschenbild, den Zielen (Teleologie), dem Naturzustand oder religiöse Ansätze (Askese) mit einzubeziehen. 
Ethische Zugänge beschäftigen sich häufig mit dem nachhaltigen Wirtschaften, der Verantwortung gegenüber anderen Menschen (siehe auch Generationenvertrag) oder der Umwelt.
Im Einzelfall kann die Möglichkeit und Notwendigkeit zum Wirtschaften durch soziale Sicherungssysteme stark reduziert sein.